# 雷履泰旧居
37°11′54″N 112°10′33″E / 37.19833°N 112.17583°E
雷履泰旧居位于山西省晋中市平遥县城内书院街11号，是日升昌创始人雷履泰的旧居，1994年被列为平遥县文物保护单位，2004年被列为山西省文物保护单位，2013年被列为第七批全国重点文物保护单位。
旧居始建于清道光年间，是一座典型的平遥传统民居，整座院子坐北向南，由两主院、两跨院组成。主院有南厅、中厅、正房以及两侧厢房。南厅、中厅和厢房均为平房，正房“晋元楼”是两层高的楼房。
- 南厅临街面及侧院大门
- 侧院大门
- 从侧院到主院的侧门“继晷”
- 第一进院，南厅“贾道泽世”
- 第一进院，中厅“拔乎其萃”及两侧厢房
- 第一进院，中厅“拔乎其萃”
- 厢房内部
- 中厅内部
- 第二进院，正房“晋元楼”及两侧厢房
- 第二进院，正房“晋元楼”及两侧厢房
- 正房“晋元楼”二层俯瞰第二进院，正中为中厅背面
- 正房“晋元楼”西侧楼梯